# Haute Cour de justice (Mali)
Pour les autres articles nationaux ou selon les autres juridictions, voir Haute Cour de justice.
La Haute Cour de Justice du Mali est l'institution compétente pour juger le président de la République et ses ministres en cas d'infractions commises dans l'exercice de leurs missions. Cette institution est reconnue par la Constitution du Mali dans ces articles 95 et 96.

## Citation: Articles 95 et 96 de la Constitution malienne
Source : http://www.wipo.int/wipolex/fr/details.jsp?id=7446 Organisation mondiale de la propriété intellectuelle.
« TITRE X DE LA HAUTE COUR DE JUSTICE
ARTICLE 95/ - La Haute Cour de Justice est compétente pour juger le Président de la République et les Ministres mis en accusation
devant elle par l'Assemblée Nationale pour haute trahison ou à raison des faits qualifiés de crimes ou délits commis dans l'exercice de leurs fonctions ainsi que leurs complices en cas de complot contre la sûreté de l'Etat. La mise en accusation est votée par scrutin public à la majorité des 2/3 des Députés composant l'Assemblée Nationale. La Haute Cour de Justice est liée par la définition des crimes et délits et par la détermination des peines résultants des lois pénales en vigueur à l'époque des faits compris dans la poursuite.
ARTICLE 96/ - La Haute Cour de Justice est composée de membres désignés par l'Assemblée Nationale à chaque renouvellement général. Elle élit son Président parmi ses membres. La loi fixe le nombre de ses membres, les règles de son fonctionnement ainsi que la procédure suivie devant elle. »

## La mise en place de la Haute Cour de justice
Le jeudi 27 mars 2014, a été mise en place à l'assemblée nationale du Mali pour la première fois, la Haute Cour de Justice. Après que le gouvernement a signifié sa volonté de poursuivre l'ancien président Amadou Toumani Touré  pour haute trahison. Cette Haute Cour de justice se compose de 18 députés, se connaissant bien dans le domaine de la justice.
Bureau de la haute cour de justiceLe 22 avril 2014, a été mis en place le bureau de la cour à travers une élection interne.Le président de la cour est l'honorable Abderhamane Niang, et le vice président est l'honorable Mahamadou Habib Diallo.